# Minjur
Minjur é uma cidade no distrito de Thiruvallur, no estado indiano de Tamil Nadu.

## Geografia
Minjur está localizada a 13° 16′ N, 80° 16′ L. Tem uma altitude média de 11 metros (36 pés).

## Demografia
Segundo o censo de 2001,  Minjur  tinha uma população de 23,947 habitantes. Os indivíduos do sexo masculino constituem 50% da população e os do sexo feminino 50%. Minjur tem uma taxa de literacia de 77%, superior à média nacional de 59.5%: a literacia no sexo masculino é de 84% e no sexo feminino é de 71%. Em Minjur, 10% da população está abaixo dos 6 anos de idade.